# Ferdinand Fiedler
Ferdinand Fiedler (24. března 1842 Olomouc – 18. února 1910 Vídeň) byl rakousko-uherský generál. V c. k. armádě sloužil od roku 1860, uplatnil se jako štábní důstojník a jako vojenský pedagog. V roce 1899 dosáhl druhé nejvyšší vojenské hodnosti polního zbrojmistra, v závěru kariéry zastával funkce velitele armádních sborů ve Lvově (1898–1905) a ve Vídni (1905–1908).

## Životopis
Studoval na Tereziánské vojenské akademii ve Vídeňském Novém Městě (1861–1864) a do aktivní služby byl zařazen v hodnosti poručíka. V roce 1866 se zúčastnil prusko-rakouské války, později si doplnil vzdělání na Válečné škole (K.u.k. Kriegschule) a jako nadporučík byl přidělen k důstojnickému sboru generálního štábu. Jako štábní důstojník byl příslušný k 35. pěšímu pluku, současně v letech 1873–1879 působil jako pedagog na Válečné škole, kde k jeho žákům patřil mimo jiné arcivévoda Bedřich. Vyučoval vojenskou geografii a v tomto oboru také napsal odbornou publikaci (Behelfe zum Studium der Militär-Geographie; Vídeň, 1876). Postupoval v hodnostech (podplukovník 1878, plukovník 1882) a nadále působil jako důstojník u generálního štábu, kde byl mimo jiné šéfem operační kanceláře a od roku 1882 byl velitelem pěšího pluku č. 65 příslušného do Mukačeva.
V roce 1888 byl povýšen na generálmajora a stal se velitelem 11. pěší brigády ve Štýrském Hradci, kde setrval čtyři roky (1888–1892). V roce 1892 dosáhl hodnosti polního podmaršála, následně byl velitelem 3. pěší divize v Linzi (1892–1898). V letech 1898–1905 byl velitelem 11. armádního sboru ve Lvově, respektive zemským velitelem pro východní Halič a Bukovinu a mezitím získal druhou nejvyšší hodnost polního zbrojmistra (1. listopadu 1899). V letech 1905–1908 zastával funkci velitele 2. armádního sboru ve Vídni, respektive zemského velitele pro Dolní Rakousko a jižní Moravu. V závěru kariéry byl jedním z generálních inspektorů armády (1908–1910).
Zemřel svobodný a bezdětný ve Vídni 18. února 1910 ve věku 67 let, pohřeb se konal o čtyři dny později ve vídeňském Votivním kostele.

## Tituly a ocenění
Během vojenské kariéry obdržel řadu vyznamenání. Za účast v prusko-rakouské válce byl nositelem Vojenského záslužného kříže (1866), dále byl nositelem velkokříže Leopoldova řádu (1906) a Řádu železné koruny I. třídy (1900). Několik ocenění získal také od cizích panovníků, v Německu byl nositelem velkokříže pruského Řádu červené orlice, Řádu pruské koruny II. třídy a Sasko-ernestinského domácího řádu, dále byl nositelem španělského Řádu Karla III., perského Řádu lva a slunce a Řádu rumunské hvězdy. Jako velitel armádního sboru byl v roce 1898 jmenován c. k. tajným radou s nárokem na oslovení Excelence. Od roku 1898 byl také čestným majitelem pěšího pluku č. 30 posádkově příslušného do Lvova.